# Thunder Force (Film)
Thunder Force ist eine Actionkomödie von Ben Falcone, die am 9. April 2021 in das Programm von Netflix aufgenommen wurde.

## Handlung
Im Jahr 1983 wird die Erde von kosmischen Strahlen getroffen, die vor allem Menschen mit soziopathischen Wesenszügen Superkräfte verleihen. Diese terrorisieren die Welt als Superschurken, Miscreants genannt, die niemand stoppen kann. Die normalen Menschen leben daher in ständiger Angst vor neuen Übergriffen der Miscreants. 
Die Eltern der jungen Emily Stanton sind Genetiker, die nach einem Mittel forschen, mit dem auch normale Menschen Superkräfte erhalten können, um so den Miscreants Einhalt zu gebieten. Eines Tages werden sie von einem Miscreant auf dem Nachhauseweg getötet, so dass Emily bei ihrer Oma aufwächst. Als Nerd gebrandmarkt, wird die kluge Emily in der Schule gemobbt. Einzig die robuste und einfältige Lydia Berman steht ihr zur Seite. Sie werden beste Freundinnen und wachsen zusammen auf, bis sie in der High School erkennen, dass sie sich auseinandergelebt haben und ihre Wege sich trennen.
Viele Jahre später ist Emily, deren Lebensziel es immer war, die Arbeit ihrer Eltern zu Ende zu führen, eine erfolgreiche Wissenschaftlerin mit einer eigenen Firma geworden, während Lydia ihren Lebensunterhalt als Hafenarbeiterin verdient. Beide haben sich seit ihrer Trennung in der High School aus den Augen verloren, wollen sich aber nun beim Jahrestag der Highschool-Abschlussklasse treffen. Da Emily nicht wie angekündigt erscheint, will Lydia sie in ihrer Firma abholen. Beim Warten aktiviert sie in einem Labor versehentlich einen Apparat, der ihr ein Serum injiziert, an dem Emily jahrelang geforscht hat. Lydia erfährt, dass dies die erste einer Serie von Injektionen ist, die eigentlich für Emily bestimmt war, und dass sie die Behandlungsserie nun bis zum Ende fortsetzen muss, da das Serum sie sonst töten würde. Ziel der Serie ist es, ihr übermenschliche Kräfte zu verleihen. Lydia hingegen beginnt eine Behandlungsserie mit Pillen, an deren Ende sie sich unsichtbar machen kann. Damit wären die Voraussetzungen geschaffen, endlich gegen die Miscreants antreten zu können. Gleichzeitig beginnt eine Trainingsserie für beide, die von Emilys Tochter Tracy unterstützt wird, die ebenfalls außergewöhnlich klug ist.
Nach Abschluss ihrer Behandlung und ihres Trainings geht es in ihren ersten Einsatz, als eine Bande unter Führung der Krabbe einen Spirituosenladen überfällt. Noch etwas unbeholfen in ihren Aktionen, können sie die Schurken dennoch vertreiben. Unter dem Namen Thunder Force wird das neue Superheldenteam bekannt und gerät für seine Heldentaten in die Medien. Dadurch wird der Bürgermeisterkandidat William Stevens aufmerksam, dessen Wahlkampagne damit wirbt, nur er könne den Verbrechen der Miscreants ein Ende setzen. In Wahrheit ist er selbst ein Miscreant, nennt sich der King und steckt mit der Krabbe sowie mit Laser unter einer Decke, die Energieblitze verschießen kann. Er plant, mit den Superschurken im Hintergrund bis zum amerikanischen Präsidenten aufzusteigen. Sein Angebot an Thunder Force, mit ihm zusammenzuarbeiten, lehnen die beiden ab. Stattdessen unterstützen sie die andere Bürgermeisterkandidatin Rachel Gonzales, die schließlich die Wahl gewinnt.
Der King schickt daraufhin Laser, um Thunder Force in einem Restaurant anzugreifen. Als Laser nach einem kurzen Kampf flieht, wirft Lydia trotz Emilys Protesten einen Bus nach ihr. Obwohl niemand verletzt wird, belastet Lydias Impulsivität ihre Freundschaft erneut. Lydia will es wieder gutmachen und geht zu einer Verabredung mit Krabbe, um nützliche Informationen zu erhalten. Lydia erfährt, dass der King eine Party zu Ehren der neuen Bürgermeisterin ausrichten möchte, bei der alle, die bei der Wahl nicht für ihn gestimmt haben, in die Luft gejagt werden sollen. Sie erzählt Emily davon und sie versöhnen sich.
Emily und Lydia gehen zur Party, um den King zu stoppen. Hier werden sie von Laser angegriffen, die von Emilys Sicherheitschefin Allie auf ihre Spur gebracht wurde und die sich somit als Verräterin entpuppt. Sie wird von Tracy k.o. geschlagen, während Emily und Lydia Laser außer Gefecht setzen. Nun kämpft der King selbst gegen Thunder Force. Er entpuppt sich als Miscreant mit übermenschlichen Kräften und ist stärker als Lydia. Krabbe, der sich in Lydia verliebt hat, stellt sich ihm in den Weg, doch der King bricht ihm die Scheren ab. Tracy, durch das Serum ihrer Mutter nun mit übermenschlicher Schnelligkeit ausgestattet, greift ebenfalls in den Kampf ein. Obwohl es ihnen gelingt, den King zu besiegen, stellen sie fest, dass die Bombe hochgehen wird, bevor sie sie entschärfen können. Lydia beschließt, sich zu opfern, da sie zumindest die Auswirkungen der Explosion verringern kann. Sie springt mit der Bombe aus dem Gebäude in den Chicago River, wobei sie scheinbar in der Explosion umkommt. Sie wird jedoch aus dem Wasser geborgen und erwacht kurz danach unverletzt. 
Die neue Bürgermeisterin bietet Thunder Force an, von nun an offiziell im Auftrag der Stadt zu arbeiten. Lydia und Krabbe finden schließlich zueinander.

## Produktion
Regie führte Ben Falcone, der auch das Drehbuch schrieb. Es handelt sich bei Thunder Force nach Tammy – Voll abgefahren (2014), The Boss (2016), How to Party with Mom (2018) und Superintelligence (2020) um Falcones fünften Film als Regisseur und gleichzeitig auch seinen fünften Film, in dem seine Ehefrau Melissa McCarthy in einer Hauptrolle zu sehen ist. Viele der weiteren beteiligten Schauspieler hatten bereits gemeinsam mit McCarthy in Superintelligence gespielt, so Octavia Spencer, die nun in der Rolle ihrer Freundin Emily zu sehen ist, Bobby Cannavale, der The King spielt und Sarah Baker, die B. Krut (gesprochen „becrute“) spielt. In weiteren Rollen sind Pom Klementieff als Laser, Melissa Leo als Allie, Jason Bateman als The Crab und Melissa Ponzio als Rachel Gonzales zu sehen. Die Nachwuchsschauspielerin Taylor Mosby spielt Emilys Tochter Tracy.
Die deutsche Synchronisation entstand im Auftrag der RRP Media UG, Berlin. Axel Malzacher leiht in der deutschen Fassung Regisseur Falcone in der Rolle von Kenny seine Stimme, Tobias Kluckert Bateman in der Rolle von The Crab.
Die Dreharbeiten fanden in Chicago und Atlanta statt, dort unter anderem im Studio. Auch Kameramann Barry Peterson war bereits für Superintelligence tätig.
Die Filmmusik komponierte Fil Eisler. Das Soundtrack-Album mit insgesamt 33 Musikstücken wurde am 9. April 2021 von Milan Records als Download veröffentlicht. In der Woche zuvor wurde bereits der Titelsong, den Eisler gemeinsam mit Scott Ian von Anthrax und Corey Taylor schrieb, als Single veröffentlicht.
Am 9. April 2021 wurde der Film in das Programm von Netflix aufgenommen.

## Rezeption

### Kritiken und Abrufe
Die Kritiken waren bislang überwiegend negativ. So zeigten sich 79 % der 139 Kritiker bei Rotten Tomatoes nicht vom Film überzeugt. Sie vergaben eine durchschnittliche Bewertung von 4,1/10. Häufig baten Kritiker darum, Melissa McCarthy möge keine Filme mehr mit ihrem Ehemann Ben Falcone machen. da sie als Schauspielerin in anderen Projekten besser aufgehoben sei.
Die Filmkritikerin Antje Wessels schreibt, wenn Thunder Force schließlich in die eigentliche Handlung einsteigt, mit den beiden Frauen, die sich an komplett unterschiedlichen Stationen ihres Lebens befinden, versuche Falcone weiter Humor hieraus zu ziehen und der Film verlange Octavia Spencer und Melissa McCarthy kaum mehr ab, als entsprechende Stereotypen auszufüllen. Man frage sich, weshalb Falcone den Aufwand betrieben hat, die Hintergrundgeschichte der beiden Frauen zu erzählen, wenn diese im weiteren Verlauf kaum mehr eine Rolle spielt, so Wessels. McCarthy werde in Thunder Force einmal mehr radikal unter Wert verkauft und sie habe kaum mehr zu tun, als das Klischee der „lustigen Dicken“ zu bedienen. Spencer dürfe umgekehrt zwar schon allein aufgrund ihrer Figurentypisierung etwas mehr Würde behalten als ihre Kollegin, dafür habe sie die schwierige Aufgabe, die Leerstellen zwischen den zumeist missglückten Slapstickeinlagen und Wortwitzen zu füllen. Ihre Emily sei für die Klischeefigur der „verrückten Wissenschaftlerin“ nicht kauzig genug und komplett reizlos.
Der Filmdienst sah „eine Action-Komödie mit solidem Story-Gerüst, die jedoch in der Umsetzung zu ideenlos und schwach inszeniert ist, um durchweg zu unterhalten.“
Christopher Diekhaus urteilt in seiner Rezension auf Cineman: „Die Actionkomödie «Thunder Force» wartet mit grossem schauspielerischem Potenzial auf, ist aber nur selten unterhaltsam.“ „Amüsante Momente“ sind selten, „die meiste Zeit reihen sich aber platte Gags, willkürlich eingeworfene Popkulturzitate, auf McCarthys Statur abhebende Slapstick-Einlagen und ermüdende Absurditäten aneinander.“ „Die Ausdruckskraft der beiden Hauptdarstellerinnen […] kommt in der lieblos zusammengebauten, mit flachen Dialogen gespickten Geschichte, die ihre Protagonistinnen oberflächlich einführt und eindimensionale Gegenspieler auflaufen lässt, nicht zum Tragen.“ Sein Fazit lautet folgerichtig, zwischen gutem Einstieg und ebensolchem Ende „…liegen Geschehnisse, die weder für ein aufregendes Superheldenabenteuer taugen, noch als gewitzte Parodie auf eingefahrene Muster funktionieren.“
Mitte April 2021 landete der Film in der Top 10 der deutschen Netflix-Charts.

### Auszeichnungen
People’s Choice Awards 2021
- Nominierung als Filmkomödie des Jahres
- Nominierung als Comedy Movie Star of the Year (Melissa McCarthy)
- Nominierung als Comedy Movie Star of the Year (Octavia Spencer)[14]